# Gombrèn
Gombrèn è un comune spagnolo di 231 abitanti situato nella comunità autonoma della Catalogna.